# Сарабанда (фільм)
«Сарабанда» (швед. Saraband) — останній фільм Інгмара Бергмана, який є продовженням стрічки «Сцени з подружнього життя» (1973).

## Сюжет
Немолода Маріанна перед купою фотографій зізнається, що хоче побачити свого колишнього чоловіка Юхана. Вона приїздить в його будинок. Юхану вже за вісімдесят. У них дві спільні дочки. Одна одружилась і мешкає в Австралії, а інша Марта має психічний розлад, знаходиться в спеціальному закладі. Від іншого шлюбу чоловік має сина Генріка, дружина якого померла близько двох років тому. Цю втрату вони ще не пережили. Стосунки між Юханом та Генріком не назвеш ідеальними. Син зізнається Маріанні, що він ненавидить батька. Чоловіків об'єднує лише любов до Карін — дочки Генріка та Анни.
Карін — юна дівчина, яка бере уроки гри на віолончелі та мріє стати самостійною, звільнитися від постійного тиску батька, який уже вирішив майбутнє для неї. Дідусь пропонує їй вступити в Академію імені Сібеліуса. В той час, коли Карін обмірковувала пропозицію, вона знаходить лист від матері, написаний за тиждень до смерті. У ньому Анна прохає Генріка зменшити контроль над дочкою. Це дає підґрунтя новому конфлікту між батьком і донькою. Вона заявляє про своє рішення навчатися під керівництвом Клаудіо Аббадо в Гамбурзі.
Генрік потрапляє в лікарню після спроби самогубства. У Юхана вночі трапляється панічна атака, він приходить у кімнату Маріанни й вони засинають разом. Пробувши до початку жовтня, вона поїхала. Колишні чоловік і дружина продовжували спілкування телефоном, Маріанна писала листи, на які не отримувала відповіді.

## У ролях
| Актор            | Персонаж | Роль                           |
| ---------------- | -------- | ------------------------------ |
| Лів Ульман       | Маріанна | колишня дружина Юхана          |
| Ерланд Джозефсон | Юхан     | колишній чоловік Маріанни      |
| Борьє Альстедт   | Генрік   | син Юхана                      |
| Джулія Дафвеніус | Карін    | віолончелістка, донька Генріка |
| Гуннель Фред     | Марта    | донька Маріанни та Юхана       |

## Створення фільму

### Знімальна група
- Кінорежисер — Інгмар Бергман
- Сценарист — Інгмар Бергман
- Виконавчий продюсер — Піа Ернволл
- Кінооператори — Стефан Ерікссон, Йєспер Холмстрем, Пер-Олоф Лантто, Софі Стрід, Раймонд Вемменлев
- Кіномонтаж — Сильвія Інгемарссон
- Композитор — Йоганн Себастьян Бах, Антон Брукнер, Йоганнес Брамс
- Художник-постановник — Йоран Вассберг
- Художник по костюмах — Інгер Перссон[1].

## Сприйняття

### Критика
Стрічка отримала переважно позитивні відгуки. На сайті Rotten Tomatoes оцінка фільму становить 92 % на основі 83 відгуків від критиків (середня оцінка 7,8/10) і 86 % від глядачів із середньою оцінкою 3,9/5 (5,073 голоси). Фільму зарахований «стиглий помідор» від кінокритиків та «попкорн» від глядачів, Internet Movie Database — 7,4/10 (5 663 голоси), Metacritic — 80/100 (29 відгуки критиків) і 7,7/10 від глядачів (26 голосів).

### Номінації та нагороди
| Нагороди та номінації фільму «Сарабанда» | Нагороди та номінації фільму «Сарабанда» | Нагороди та номінації фільму «Сарабанда» | Нагороди та номінації фільму «Сарабанда» | Нагороди та номінації фільму «Сарабанда» | Нагороди та номінації фільму «Сарабанда» |
| Рік                                      | Кінофестиваль/кінопремія                 | Категорія/нагорода                       | Номінант                                 | Результат                                |                                          |
| ---------------------------------------- | ---------------------------------------- | ---------------------------------------- | ---------------------------------------- | ---------------------------------------- | ---------------------------------------- |
| 2005                                     | Асоціація кінокритиків Аргентини         | Спеціальний кондор                       | Інгмар Бергман                           | Перемога                                 |                                          |
| 2005                                     | Сезар                                    | Найкращий фільм Європейського Союзу      | «Сарабанда»                              | Номінація                                |                                          |
| 2006                                     | Премія Святого Георгія                   | Спеціальний приз                         | Інгмар Бергман                           | Перемога                                 |                                          |
| 2006                                     | AARP Movies for Grownups Awards          | Краща акторка                            | Лів Ульман                               | Номінація                                |                                          |